# Carlo Bombrini
Carlo Bombrini (Genova, 3 ottobre 1804 – Roma, 15 marzo 1882) è stato un banchiere, imprenditore e politico italiano, fondatore della Banca di Genova e padre del senatore Giovanni Bombrini.

## Biografia
Genovese, Bombrini in gioventù fu amico di Giuseppe Mazzini.
Bombrini si mise in luce lavorando nelle banche private genovesi. In base a questa esperienza fu promotore della costituzione dei banchi di sconto e in particolare partecipò alla costituzione della Banca di Genova, di cui fu Direttore Generale dal 1845 al 1849.
Da questa posizione divenne amico personale del conte Camillo Benso di Cavour, del quale condivideva le aspirazioni per una modernizzazione del sistema economico italiano. Così quando la Banca di Genova si fuse con la Banca di Torino nel 1849 per dare vita alla Banca Nazionale negli Stati Sardi, Bombrini ne divenne Direttore Generale, e quando la Banca Nazionale divenne Banca Nazionale nel Regno d'Italia, Bombrini ne divenne Direttore e lo rimase fino alla morte.
Da parte sua la Banca Nazionale di Bombrini appoggiò la politica e gli investimenti di Cavour, in particolare finanziò economicamente la prima guerra d'indipendenza. 
Come patron della Banca Nazionale, cioè della principale banca d'emissione italiana, Bombrini si permise delle libertà, come quella di stampare più moneta di quella fissata nella convenzione con lo Stato, al fine di sostenere l'economia; oppure quella di concedere un prestito allo stato solo a condizione che lo stato introducesse il corso forzoso delle banconote.
A capo della Banca Nazionale, ebbe parte in molte delle iniziative economiche successive all'Unità, tra cui le operazioni finanziarie legate allo sviluppo delle reti ferroviarie settentrionali, accanto a Domenico Balduino del Credito Mobiliare, riuscì ad ottenere ben tredici concessioni per il centro-nord. 
Bombrini e Balduino furono anche i finanziatori e consiglieri dell'armatore genovese Raffaele Rubattino, e curarono la fusione della sua compagnia di navigazione con le Flotte Riunite Florio per dar vita alla Navigazione Generale Italiana (Società riunite Florio e Rubattino).
Bombrini ebbe un ruolo decisivo anche nello sviluppo di una forte presenza dell'imprenditoria genovese sul territorio italiano.
In particolare, insieme a Giovanni Ansaldo e a Rubattino, fu fra i soci fondatori delle officine Ansaldo di Sampierdarena. Di fatto era Bombrini il padrone della fabbrica. Il fatto che la Banca Nazionale facesse prestiti all'Ansaldo configurava un conflitto d'interessi, tanto che dopo la sua morte il nuovo direttore della Banca Nazionale, Giacomo Grillo, fece causa agli eredi di Bombrini per la restituzione degli anticipi ricevuti. 
Bombrini fu nominato Senatore del Regno d'Italia.
È sepolto a Genova, all'interno del famedio del Cimitero Monumentale di Staglieno.